# Campinense Clube
El Campinense Clube és un club de futbol brasiler de la ciutat de Campina Grande a l'estat de Paraíba.

## Història
El club va ser fundat el 12 d'abril de 1915 com un club de dansa per Elias Montenegro, Dino Belo, Antônio Lima i alguns d'altres. La seu del club era al Colégio Campinense. José Câmara en fou el primer president.
L'any 1960, el Campinense guanyà el seu primer campionat estatal, el primer de sis consecutius. El 1972, el club fou derrotat pel Sampaio Corrêa al Campionat Brasiler de segona categoria (Série B). L'any 1975 participà en el Campionat Brasiler de Série A per primer cop, acabant en darrera posició. Hi tornà a participar els anys 1978, 1979, i 1981.

## Palmarès
- Campionat paraibano (18): 1960, 1961, 1962, 1963, 1964, 1965, 1967, 1971, 1972, 1973, 1974, 1975, 1979, 1980, 1991, 1993, 2004, 2008